# Compsaditha gressitti
Compsaditha gressitti es una especie de arácnido del orden Pseudoscorpionida de la familia Tridenchthoniidae que se encuentra en la isla Pohnpei, en las Carolinas.